# Jeffrey Hamm
Edward Jeffrey Hamm (15. září 1915, Wales, Anglie – 4. května 1992) byl přední britský fašista a obdivovatel Oswalda Mosleye. Ačkoli nebyl tak výraznou postavou předválečného britského svazu fašistů jako Mosley, stal se Hamm vůdčí osobností po druhé světové válce a nakonec uspěl jako vůdce hnutí po Mosleyově odchodu do důchodu.

## Životopis
Hamm se narodil v Ebbw Vale ve Walesu, v době kdy jeho otec sloužil v první světové válce. Rodina se později přestěhovala do Monmouthu. Hamm prohlašoval, že byl osloven hnutím Britské unie fašistů (BUF) když v roce 1934 v Londýně slyšel mluvit člena tohoto hnutí. Do BUF vstoupil roce 1935, po svém přestěhování do Londýna, kde nastoupil jako učitel na King's School, Harrow. Jako mladý člen hnutí se Hamm v BUF příliš neprojevoval. V roce 1939 se přestěhoval na Falklandské ostrovy, kde pracoval jako učitel. V roce 1940 byl zatčen podle nařízení o obraně Defence Regulation 18B poté, co byl obviněn z propagace fašismu u svých žáků. Byl internován v táboře v Leeuwkopu v Jižní Africe, kde se zúčastnil pokusu o útěk z tábora. Bylo tam také několik německých nacistických vězňů a soudobá zpráva MI5 naznačovala, že Hamm byl svými spoluvězni indoktrinován nacistickou propagandou. V roce 1941 se vrátil do Británie a narukoval do královského tankového pluku Royal Tank Regiment, ale během své služby byl označen jako rušivý element a ještě před ukončením své služby byl v roce 1944 z armády propuštěn. Po propuštění našel práci v Royal Coach Works v Actonu jako účetní.
V té době Hamm konvertoval k římskokatolické církvi pod vlivem otce Clementa Russella, nacistického sympatizanta a antisemity bydlícího ve Wembley, který měl na své faře vystavenou Mosleyovu fotografii. Hamm a jeho manželka byli Russellem oddáni. Vrcholem obřadu byl pozdrav nacistické vlajce.

## Vstup do politiky
Hamm nebyl zpočátku nijak důležitou postavou v BUF, ale jeho pobyt v zajateckém táboře ho nasměroval k podpoře Mosleyho. Ve skutečnosti bylo jeho postavení v hnutí tak bezvýznamné, že Mosley ani netušil, kdo je Hamm, a po nějakou dobu měl problém napsat správně jeho příjmení. Ovšem po své internaci se Hamm rychle stal nejaktivnějším a nejhlasitějším z Mosleyho stoupenců.
Po propuštění z armáda se Hamm připojil k hnutí a poté převzal British League of Ex-Servicemen and Women (britskou ligu bývalých vojáků a žen), která se starala o válečné veterány. Hamm Ligu přeměnil na hnutí, jehož cílem bylo udržet Mosleyho myšlenky aktuální. Ve snaze udržet britský fašismus naživu pořádal Hamm od listopadu 1944 sérii setkání v Hyde Parku a později je přesunul do tradičních oblastí BUF ve východním Londýně. Shromáždění Hammovy Ligy nakonec začala přitahovat tisíce lidí, což ho přesvědčilo, že jeho úspěšný politický návrat je nadosah. Jeho shromáždění ovšem na druhou vyvolávala značný odpor, docházelo ke střetům mezi jeho stoupenci a antifašisty. První veřejná kampaň hnutí se ve skutečnosti uskutečnila v londýnské čtvrti Hampstead. Díky tomu, že se Hamm spojil s Eleonorou Tennant, která mu pomohla zorganizovat petici proti přidělování bytů imigrantům zdánlivě pod záminkou, že by bydlení mělo být poskytováno především vojákům vracejícím se z války. Tak si Hamm zajistil publicitu pro Ligu. Publicita mu rovněž zajistila přístup k předním osobnostem, jako byli Ernest Benn a Waldron Smithers, kteří se také podíleli na sepsání petice.
Jeho rostoucí popularita nezůstala bez povšimnutí jak jeho příznivců, tak i odpůrců. V roce 1946 byl on i jeho spojenec Victor Burgess zraněn v bitce s antifašisty. (Po podobném incidentu v Brightonu v roce 1948 musel Hamm strávil nějaký čas v nemocnici.) Mosley si původně nebyl Hammem jistý, ale na tajném setkání v Bethnal Green dne 22. prosince 1946 schválil Hammovo vedení a prohlásil ho za svého zástupce ve východním Londýně, který byl tradičně centrem Mosleyeho působení. V roce 1947 však Mosley odsoudil Hamma za příliš násilnou a pobuřující povahu velké části jeho propagandy, což donutilo Hamma zmírnit svou rétoriku.

## Union Movement
Hamm brzy začal vyzývat Mosleyho, aby se vrátil do vedení britských fašistů. Svou Ligu začlenil do hnutí Union Movement (UM) bezprostředně po jejím založení v roce 1948. Hamm se stal vedoucím členem hnutí, ale byl považován za příliš kontroverzní postavu a v sídle UM se stal tak nepopulární, že ho Mosley v roce 1949 poslal do Manchesteru. Hamm tuto severní pobočku nedokázal aktivizovat, a dokonce uvažoval o úplném opuštění UM, dokud ho Mosley v roce 1952 neodvolal. Po návratu do Londýna se Hamm stal ústřední postavou nové kampaně UM proti barevným spoluobčanům, což mu získalo určitou podporu v Brixtonu a dalších oblastech, ve kterých se usazovali noví přistěhovalci ze Západní Indie. Po nepokojích v závodě Notting Hill v roce 1958 byl po svém projevu u stanici metra Latimer Road citován i v tisku.
V posledních letech UM Hamm pracoval jako osobní tajemník Mosleyho. Na toto místo nastoupil po smrti Alexandra Ravena Thomsona v roce 1955. Stejně jako Mosley byl horlivým zastáncem Irish Unity (Irské jednoty) a povzbuzoval svého vůdce ke kampani na toto téma. Hamm kandidoval jako kandidát UM ve všeobecných volbách v roce 1966 ve volebním obvodu Birmingham Handsworth a dostal 4% hlasů. Mosley se poté stáhl z veřejného života a UM se dostala pod vedení Hamma a Roberta Rowa, posledních dvou placených aktivistů UM.
Mosley byl oficiálně vůdcem UM až do roku 1973, kdy formálně odešel do důchodu, a nahradil ho Hamm, který se stal vůdcem. Za Hamma se strana obnovila jako Action Party a pod tímto názvem neúspěšně kandidovala do Greater London Council v roce 1973. Strana se v roce 1978 transformovala na Action Society, vzdala se stranické politiky a stala se vydavatelstvím.
Hamm vydal v roce 1983 svou autobiografii "Action Replay" a v roce 1988 druhou knihu "The Evil Good Men Do". Po Mosleyově smrti v prosinci 1980 Hamm vydával a redigoval čtvrtletní časopis Lodestar, který obsahoval příspěvky Diany Mosleyové, Colina Wilsona a Brocarda Sewella. Zemřel na Parkinsonovu chorobu v roce 1992.
Dokumenty o Hammovi jsou uloženy ve speciálních sbírkách University of Birmingham.

## Známí členové Union Movement
- John Bean
- Jeffrey Hamm
- Neil Francis Hawkins
- Diana Mitford
- Oswald Mosley
- Max Mosley
- Tommy Moran
- Robert Row
- Victor Burgess
- Keith Thompson
- Alexander Raven Thomson
- John G. Wood

### Podobná hnutí
- British Union of Fascists
- Europe a Nation
- League of Saint George
- History of British fascism since 1945
- Friends of Oswald Mosley